# Virus Bundibugyo
Virus Bundibugyo ( /ˌbʊndiˈbʊdʒɔː/ BUUN-dee-BUUJ-aw; BDBV) es un pariente cercano del mucho más comúnmente conocido virus Ebola (EBOV). El BDBV causa una enfermedad grave en humanos y (experimentalmente) en primates no humanos, la fiebre hemorrágica del ébola . BDBV es un agente selecto , agente patógeno del Grupo 4 de riesgos de la Organización Mundial de la Salud (que requiere una contención equivalente al nivel 4 de bioseguridad), Institutos Nacionales de la Salud / Instituto Nacional de Alergias y Enfermedades Infecciosas Categoría A Patógeno, Centros para el Control y Prevención de Enfermedades Categoría A Agente de Bioterrorismo , y está catalogado como Agente Biológico para el Control de Exportaciones por el Grupo Australia.